# Tiodže
Tiodže (cyr. Тиоџе) – wieś w Serbii, w okręgu raskim, w gminie Raška. W 2011 roku liczyła 42 mieszkańców.